# Robert Kiernan
Robert Samuel Kiernan (Watford, 13 gennaio 1991) è un calciatore irlandese, difensore dell'Orange County.

## Palmarès

### Club

#### Competizioni nazionali
- Scottish Championship: 1

Rangers: 2015-2016
- Scottish Challenge Cup: 1

Rangers: 2015-2016
- USL Championship: 1

Orange County: 2021